# RBK-250-275 AO-1SCz
RBK-250-275 AO-1SCz – radziecka bomba kasetowa wagomiaru 250 kg. Wewnątrz bomby mieści się 150 bomb odłamkowych AO-1SCz.